# シルキットMTB・デ・ファヴェーラ

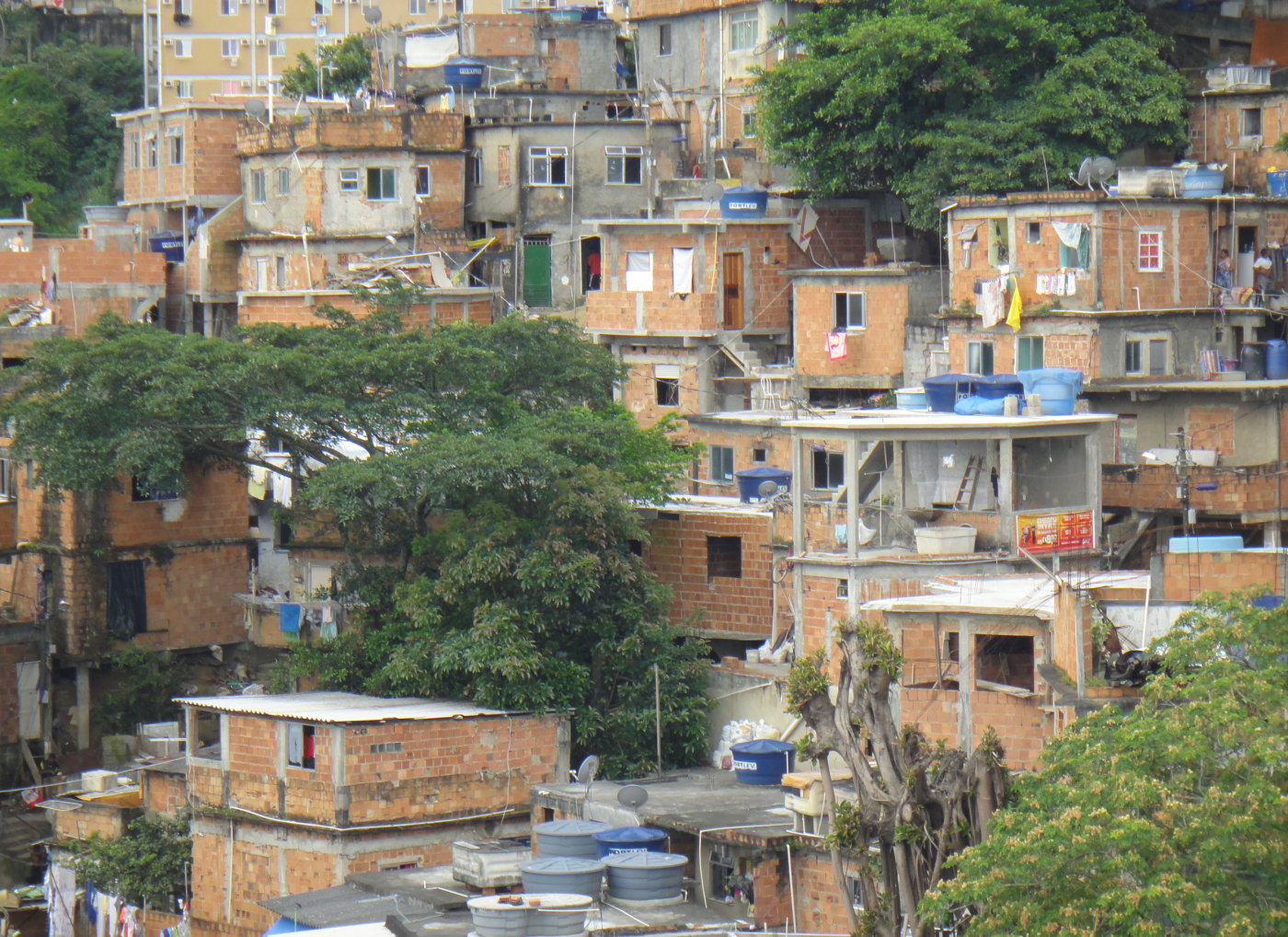
家屋が急傾斜に張り付くように建ち並ぶCantagalo Pavão-Pavãozinhoの町並み

シルキットMTB・デ・ファヴェーラ (ポルトガル語: Circuito MTB de Favelas) は、ブラジルのマウンテンバイクレースである。リオデジャネイロ市のファヴェーラ地域（スラム街）に設けられた周回コースをマウンテンバイクで走りタイムを競う。

## 概要
コース設定は、一般道路だけではなく未舗装路や階段続くの山道や、丘の急傾斜に張り付くように家屋が建ち並ぶファヴェーラの入り組んだ狭い路地を含めた場所にコースが設定される。
走行距離は約2キロメートルほどで、女子部門、12歳以下のキッズ部門、など7階級のカテゴリーに分かれて競われる。大会はリオデジャネイ市内6か所を年間8回にわたって開催される。優勝賞金は１万レアルである。
スポーツ振興活動によって人々に感動を与えるだけではなく、集客による経済効果もあり地域活性化にも一役買っている。

## 来歴
大会主催者の代表であるチャゴ・ゴメスの発案によって計画されたが、コース設定のファヴェーラ地域では麻薬組織の抗争事件が頻発するなど治安に問題があった。リオデジャネイロが2014 FIFAワールドカップおよび2016年のリオデジャネイロオリンピック開催地に決定してからは、リオデジャネイロ州によって武装警察、治安維持部隊 (葡: Unidade de Polícia Pacificadora ) を投入した犯罪組織の掃討作戦を展開させたり、ファヴェーラ地域に交番を設置するなど今まで以上に治安改善に努め、リオデジャネイロでスポーツ大会が開催できる環境が整うようになった。　そして、2011年にシルキットMTB・デ・ファヴェーラの初大会が開催された。　初大会においては、犬猫がコースに寝そべっていたり、酔っ払いや子供がコースに飛び出すなど、事故になる危険性もあったが、地元住民70人を雇い入れ自転車が近づくとホイッスルを鳴らして注意を呼びかけるなどコース確保に勤めている。 　後援企業も出現し、リオデジャネイロ市内6か所を年間8回にわたって開催されるレースへと発展した。

## 後援
大手電話会社の「オイ」が年間90万レアルを大会に提供している。